# Gendō Ikari
 (mars 2020).
Si vous disposez d'ouvrages ou d'articles de référence ou si vous connaissez des sites web de qualité traitant du thème abordé ici, merci de compléter l'article en donnant les références utiles à sa vérifiabilité et en les liant à la section « Notes et références ».
Gendo Ikari (en japonais : 碇 ゲンドウ ()) est l'un des personnages principaux de la série d'animation japonaise Neon Genesis Evangelion, de son film conclusif The End of Evangelion et de la tétralogie cinématographique Rebuild of Evangelion. Il apparaît également dans les nombreuses adaptations en manga et jeu vidéo que la série a connu depuis sa création en 1995.
Gendo est le commandant de l'organisation confidentielle NERV chargée de combattre des monstres appelés « Anges » grâce à des Evangelions, des armes ayant l'apparence de robots géants. Homme mystérieux travaillant en réalité pour une organisation secrète, la SEELE, il a en réalité ses propres objectifs. Père du personnage principal Shinji Ikari, il se montre extrêmement distant avec son fils qu'il a abandonné après la disparition de sa femme, événement dont il ne s'est jamais remis.

## Présentation
Gendo Ikari est le commandant de la NERV, l'organisation confidentielle chargée de développer les Evangelions pour combattre les Anges. En réalité il travaille pour l'organisation secrète SEELE qui tente de mettre en place son « Plan de complémentarité de l'Homme ». Il est le père de Shinji Ikari, le pilote de l'EVA-01, mais se montre extrêmement froid avec son fils qu'il a par ailleurs abandonné après la disparition de Yui, sa femme. La seule personne envers qui il montre de l'affection dans la série est Rei Ayanami.
Gendo a rencontré Yui pendant ses études lorsqu'il était solitaire et avait très mauvaise réputation. Yui est la seule personne qui lui a témoigné de l'amour et Gendo l'a aimé sincèrement (il prend même son nom de famille, le sien étant Rokubungi) jusqu'à sa disparition qui l’anéantit totalement. C'est par ailleurs par le biais de Yui que Gendo intègre la SEELE.
Gendo est un brillant scientifique spécialisé en « Évolution artificielle » mais c'est également un manipulateur qui se sert des autres (y compris de son fils) uniquement pour servir ses propres intérêts. Après ce qui semble être l'échec de son plan à la fin du film The End of Evangelion, Gendo parle avec la conscience de Yui et lui dit de regretter de n'avoir jamais su être un père pour Shinji.

## Objectifs cachés de Gendo
Bien que Gendo prétende suivre les ordres de la SEELE, il œuvre en réalité pour ses propres objectifs. Ses véritables intentions sont très obscures jusqu'à la conclusion de l'histoire. Si la finalité du Plan de complémentarité de l'Homme est de faire évoluer l'Humanité vers un nouveau stade en fusionnant tous les êtres humains en une seule entité, Gendo veut en réalité déclencher le Troisième impact (qui initie l'Instrumentalisation) pour être réuni avec Yui. Il n'est pas clairement précisé si Gendo souhaite que l'Humanité entière fusionne où s'il veut seulement que lui et l'âme de Yui piégée dans l'EVA-01 soient réunis. Dans tous les cas, la réaction surprise de Rei lors de la dernière partie de l'intrigue déclenchera le Troisième Impact tel que l'avait voulu la SEELE.